# Buxeuil (Viena)
Buxeuil és un municipi francès situat al departament de la Viena i a la regió de la Nova Aquitània. L'any 2007 tenia 930 habitants.

## Demografia

### Població
El 2007 la població de fet de Buxeuil era de 930 persones. Hi havia 402 famílies de les quals 112 eren unipersonals (60 homes vivint sols i 52 dones vivint soles), 143 parelles sense fills, 127 parelles amb fills i 20 famílies monoparentals amb fills.
La població ha evolucionat segons el següent gràfic:
Habitants censats

### Habitatges
El 2007 hi havia 470 habitatges, 404 eren l'habitatge principal de la família, 37 eren segones residències i 29 estaven desocupats. 456 eren cases i 12 eren apartaments. Dels 404 habitatges principals, 300 estaven ocupats pels seus propietaris, 96 estaven llogats i ocupats pels llogaters i 9 estaven cedits a títol gratuït; 1 tenia una cambra, 15 en tenien dues, 68 en tenien tres, 146 en tenien quatre i 174 en tenien cinc o més. 277 habitatges disposaven pel capbaix d'una plaça de pàrquing. A 173 habitatges hi havia un automòbil i a 187 n'hi havia dos o més.

### Piràmide de població
La piràmide de població per edats i sexe el 2009 era:
| Homes | Edats   | Dones |
| ----- | ------- | ----- |
| 0     | 95 o +  | 0     |
| 0     | 90 a 94 | 0     |
| 12    | 85 a 89 | 4     |
| 20    | 80 a 84 | 12    |
| 12    | 75 a 79 | 36    |
| 24    | 70 a 74 | 28    |
| 20    | 65 a 69 | 32    |
| 32    | 60 a 64 | 32    |
| 20    | 55 a 59 | 16    |
| 28    | 50 a 54 | 24    |
| 32    | 45 a 49 | 32    |
| 40    | 40 a 44 | 24    |
| 44    | 35 a 39 | 28    |
| 20    | 30 a 34 | 20    |
| 40    | 25 a 29 | 24    |
| 36    | 20 a 24 | 12    |
| 20    | 15 a 19 | 24    |
| 16    | 10 a 14 | 40    |
| 20    | 5 a 9   | 24    |
| 20    | 0 a 4   | 16    |

## Economia
El 2007 la població en edat de treballar era de 591 persones, 442 eren actives i 149 eren inactives. De les 442 persones actives 399 estaven ocupades (230 homes i 169 dones) i 43 estaven aturades (18 homes i 25 dones). De les 149 persones inactives 61 estaven jubilades, 41 estaven estudiant i 47 estaven classificades com a «altres inactius».

### Ingressos
El 2009 a Buxeuil hi havia 399 unitats fiscals que integraven 932,5 persones, la mediana anual d'ingressos fiscals per persona era de 17.103 €.

### Activitats econòmiques
Dels 10 establiments que hi havia el 2007, 2 eren d'empreses de fabricació d'altres productes industrials, 1 d'una empresa de comerç i reparació d'automòbils, 2 d'empreses d'hostatgeria i restauració, 1 d'una empresa de serveis, 1 d'una entitat de l'administració pública i 3 d'empreses classificades com a «altres activitats de serveis».
Dels 4 establiments de servei als particulars que hi havia el 2009, 1 era un taller de reparació d'automòbils i de material agrícola, 1 perruqueria, 1 restaurant i 1 saló de bellesa.
L'any 2000 a Buxeuil hi havia 10 explotacions agrícoles que ocupaven un total de 365 hectàrees.

## Equipaments sanitaris i escolars
L'únic equipament sanitari que hi havia el 2009 era una ambulància.
El 2009 hi havia una escola elemental.

## Poblacions més properes
El següent diagrama mostra les poblacions més properes.